# 云贵牙蕨
云贵牙蕨（学名：Pteridrys lofouensis）为叉蕨科牙蕨属下的一个种。